# 糸島新聞社
株式会社糸島新聞社（いとしましんぶんしゃ）は、福岡県糸島市前原東一丁目に所在する、週刊新聞『糸島新聞』を発行する新聞社である。

## 『糸島新聞』
糸島新聞社は、糸島地域のローカル情報を中心とした地域新聞『糸島新聞』（週刊、木曜日発行）を、ブランケット判4ページ建で発行している。
購読料は、2ヶ月で２０００円、前払いの場合6ヶ月で５８００円、1年で1１６００円となっている。
『糸島新聞』は、1917年（大正6年）に、当時の波多江村で月刊『糸島農業新聞』として創刊され、同年12月発行の6号から『糸島新聞』と改題し、やがて旬刊紙となって、前原町の地域新聞として定着していた。また、戦後すぐに復刊したため、1949年刊行分の大部分がプランゲ文庫に含まれている。

## 歴史
- 1917年6月 - 事業を設立[1]
- 1917年7月21日 - 月刊『糸島農業新聞』として、初代社長中村薫の自宅で創刊[5]
- 1917年12月5日 - 『糸島新聞』に改題[5]
- 1918年2月20日 - 月2回刊化[5]
- 1919年7月 - 月3回刊化[5]
- 1920年12月 - 合資会社 糸島新聞社として法人化[5]
- 1921年 - 姉妹紙『早良新報』を発行[5]
- 1930年6月20日 - 初代社長 中村薫 が急死し、その後、第2代社長に三嶋藤太が就任[5]
- 1941年11月7日 - 新聞統制により廃刊[5]
- 1945年11月 - 第3代社長に大櫛喜六が就任し、『糸島新聞』を復刊[5]
- 1952年4月 - 第4代社長に三嶋丈夫が就任[5]
- 1969年6月 - 第5代社長に中村孝が就任[5]
- 1982年 - 活版印刷からオフセット印刷に移行[5]
- 1983年4月 - 株式会社糸島新聞社を設立[5]
- 1992年10月 - 現在地に社屋を新築移転[5]
- 2003年7月 - 合資会社糸島新聞社を、株式会社糸島新聞社に統合合併[1][5]
- 2009年6月 - 第6代社長に上原康弘が就任[5]
- 2017年6月 - 西日本新聞社傘下に入り、第7代社長に行武亨（前・西日本新聞社執行役員東京支社長）が就任[7]

## 地域活動
糸島サッカー協会が主催する行事を後援する形で、糸島新聞社杯サッカー大会が行われており、U-12と中学生の部で、それぞれ糸島市内のチーム、中学校に加え、佐賀県を含む近傍各地からの招待チームが参加している。

## 本社
〒819-1119　福岡県糸島市前原東1-8-17